# Issyk
Issyk (také Esik nebo Velké Issykské jezero, kazašsky Есік көлі) bylo jezero v Almatské oblasti v Kazachstánu. Leželo v nadmořské výšce 1760 m na západním svahu hřbetu Zailijský Alatau. Mělo rozlohu 0,7 km² a průměrnou hloubku 17,5 m. Maximální hloubky dosahovalo 55 m.

## Zánik
Zaniklo 7. července 1963, kdy byl narušen zával doliny řeky Issyk (přítok Ili), který zadržoval jeho vody. K narušení závalu došlo v důsledku katastrofálního bahnito-kamenitého proudu.

## Obnova
Na počátku devadesátých let byly dokončeny opravy protržené hráze a jezero obnoveno.